# Gymnothorax philippinus
Gymnothorax philippinus är en fiskart som beskrevs av Jordan och Seale, 1907. Gymnothorax philippinus ingår i släktet Gymnothorax och familjen Muraenidae. Inga underarter finns listade i Catalogue of Life.